# Joanna Żnińska
Agata Joanna (Janina) Żnińska (ur. 5 lutego 1871 w Wąbrzeźnie, zm. 14 lutego 1949 w Katowicach) – działaczka społeczna i plebiscytowa, propagatorka śpiewu chóralnego i kultury muzycznej, sekretarka w Śląskim Związku Kół Śpiewaczych, pierwsza redaktorka "Śpiewaka Śląskiego", działaczka w Towarzystwach Czytelni Ludowych, propagatorka czytelnictwa. 

## Życiorys
Była córką powstańca styczniowego Jana oraz Wiktorii z Kowalskich Żnińskich. Miała młodszych braci: Spirydiona, Zenona Tomasza i Romualda. Nie wyszła za mąż, ale wychowywała chłopca o imieniu Feliks, który mieszkał z nią w Katowicach.
W 1896 wraz z ojcem przeprowadziła się na Śląsk. Pracowała jako księgowa w Banku Ludowym w Bytomiu. Przy ul. Piekarskiej 6 prowadziła sklep odzieżowy (polski skład stroju i krótkich towarów). 
Od 1910 była członkinią Towarzystwa Śpiewaczego „Jedność”, które powstało w 1908, i skarbniczką zarządu chóru. W latach 1912–1914 występowała jako wokalistka i aktorka w przedstawieniach, które organizowało towarzystwo. W bytomskim „Ulu” organizowała amatorskie przedstawienia teatralne.
Do 1912 mieszkała z ojcem w Bytomiu przy ul. Parallestrasse 12 (Równoległa 12). 
W czasie I wojny światowej pod szyldem Komitetu Niesienia Pomocy Królestwu Polskiemu kierowała w Bytomiu grupą młodych dziewcząt szyjących koszule i ciepłą odzież dla potrzebujących. Za pośrednictwem czasopisma "Katolik" prowadziła zbiórkę pieniędzy i odzieży dla bezdomnych. W latach 1914–1918 organizowała koncerty charytatywne, z których dochód przeznaczano na pomoc ofiarom wojny w Królestwie Polskim.
Od 1913 pełniła funkcję sekretarki powstałego w 1910 w Bytomiu Związku Śląskich Kół Śpiewaczych. Była pierwszą i jedyną kobietą w zarządzie. Wprowadziła podział na okręgi, usprawniła działalność organizacji. Funkcję sekretarki pełniła do 1921.
W 1916 była członkinią założycielką komitetu w Bytomiu, który powstał w celu pomocy mieszkańcom Śląska, którzy doświadczyli wojny.
Była pierwszą redaktor naczelną czasopisma "Śpiewak Śląski", organu związku. W latach 1920–1921 pod jej redakcją ukazało się 20 numerów czasopisma. Zainicjowała współpracę z Wielkopolskim Związkiem Śpiewaczym. 
W listopadzie 1918 została wpisana na listę polskich kandydatów do Rady Miasta Bytomia. Wraz z Janiną Omańkowską i 10 innymi kobietami była mandatariuszką powiatu bytomskiego delegowaną na obradujący w Poznaniu w grudniu 1918 Polski Sejm Dzielnicowy. 
Kiedy w sierpniu 1920 rozpoczęły się kursy zawodowo-oświatowe dla kolejarzy w Bytomiu, w gmachu Uniwersytetu Ludowego prowadziła tzw. bibliotekę rumuńską. Nazwa pochodziła od miejsca zamieszkania dawnego właściciela książek, dr. Łuka (Jassach w Rumunii). Biblioteka została przewieziona na Górny Śląsk. Żnińska zorganizowała kółko robót ręcznych dla dzieci z Bytomia skupionych wokół Uniwersytetu Ludowego. W rzeczywistości uczyła je polskich piosenek, pieśni i kolęd. Z jej inicjatywy powstał zestaw lalek w tradycyjnych strojach śląskich (8 przedstawień weselników), które później przesłano do Poznania do miejscowego muzeum. 
Działała na rzecz budzenia wśród mieszkańców i mieszkanek Górnego Śląska ducha narodowego i krzewienia kultury polskiej. W czasie plebiscytu współpracowała z Polskim Komisariatem Plebiscytowym w Bytomiu. Po podziale Śląska w 1922 pozostała w Bytomiu. Próbowała inicjować działalność polskich chórów w niemieckiej części Śląska w ramach Związku Śląskich Kół Śpiewaczych, ale działania nie przyniosły rezultatów. Kiedy w 1922 na łamach "Nowin Codziennych" opublikowała list do miłośników polskiej pieśni, w którym zachęcała do odbudowy polskiego życia kulturalnego na terenie Śląska włączonego do Niemiec, władze niemieckie uznały ją za osobę niebezpieczną dla interesów państwa. Z powodu wzrastających represji przeniosła się na stronę polską, do Katowic. 
Była członkinią Towarzystwa Oświatowego "Iskra" w Bytomiu oraz Towarzystwa Czytelni Ludowych na miasto i powiat bytomski. W 1913 została pierwszą honorową członkinią Związku Śląskich Kół Śpiewaczych. 
W okresie międzywojennym organizowała uroczystości upamiętniające Tadeusza Kościuszkę, Henryka Sienkiewicza i inne wybitne osoby. W 1932 została członkinią zarządu Towarzystwa Przyjaciół Nauk na Śląsku. 
W czasie II wojny światowej mieszkała w Katowicach. W pożarze, który wybuchł podczas wyzwolenia miasta w 1945, straciła dorobek życia.

## Odznaczenia
W 1938 została odznaczona Medalem Niepodległości.

## Upamiętnienie
W Zabrzu istnieje ulica jej imienia, jednak z błędną formą nazwiska (Żnieńska zamiast Żnińska).
Była jedną z 30 bohaterek wystawy „60 na 100. SĄSIADKI. Głosem Kobiet o powstaniach śląskich i plebiscycie” powstałej w 2019 i opowiadającej o roli kobiet w śląskich zrywach powstańczych i akcji plebiscytowej (podano imię Janina). Koncepcję wystawy, scenariusz i materiały przygotowała Małgorzata Tkacz-Janik, a grafiki Marta Frej.